# Escaravelho-da-batata
Leptinotarsa decemlineata, comummente conhecido como escaravelho-da-batata  ou dorífora ,  é uma espécie de inseto da ordem Coleoptera e da família dos Crisomelídeos, caracterizada pelos seus élitros amarelos exornados de riscas pretas. 
Este fitófago, especializado em plantas da família Solanaceae, é uma importante praga, tanto no estado adulto como no estado larval, das plantações de batateira que pode destruir por inteiro. 
Também pode atacar outras solanáceas cultivadas, como tomate e beringela. Se aínda represente uma  séria ameaça em certas regiões, como no Nordeste dos Estados Unidos, Canadá, Europa Oriental, já é muito menos temido na Europa Ocidental.
É nativo do México, onde originalmente vivia às custas das solanáceas selvagens, foi descoberto pela primeira vez nos Estados Unidos, onde invadiu as plantações de batata no final do século XIX, antes de ser introduzido na Europa no final da Primeira Guerra Mundial. Desde então, espalhou-se por grande parte da América do Norte, bem como áreas temperadas do Velho Continente até o Extremo Oriente. O seu potencial de expansão ainda é significativo, porquanto se encontra ausente de áreas importantes para o cultivo de batata, como a América Latina, Austrália, subcontinente indiano e grande parte da China. É classificada como praga de quarentena por todas as organizações fito-sanitárias regionais, está sobre rigorosas medidas de monitoramento para evitar sua disseminação. A luta contra o escaravelho-da-batata ainda depende em grande parte de inseticidas químicos, apesar do aparecimento de fenómenos de resistência a todas as classes de substâncias utilizadas.

## Taxonomia

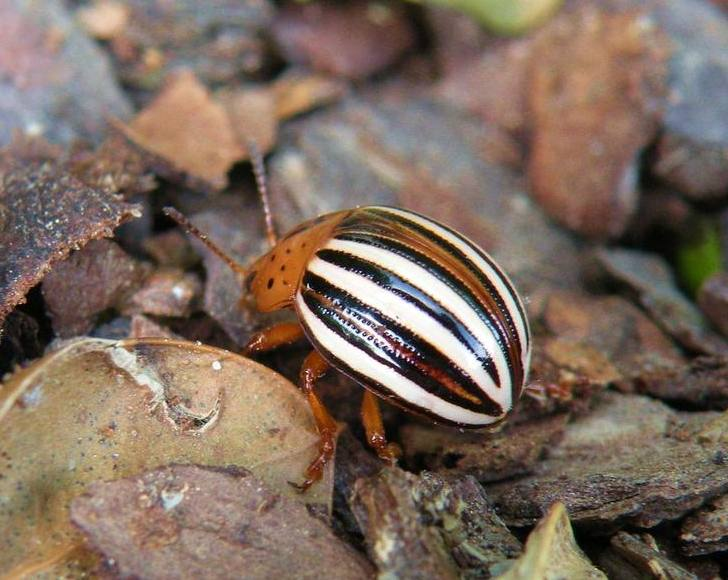
O Leptinotarsa juncta, parente inofensivo do escaravelho-da-batata

O escaravelho pertence ao género Leptinotarsa que inclui 41 espèces, incluindo 31 na América do Norte mais 9 exclusivos dos Estados Unidos. Com exceção do escaravelho-da-batata que se espalhou pela Europa e Ásia, este género tem uma distribuição restrita ao continente americano, do Peru e Brasil ao sul do Canadá. 
Essas espécies são pouco conhecidas, com excepção do: 
- escaravelho-da-batateira, Leptinotarsa decemlineata, que é um dos insetos mais estudados, constituindo o primeiro do género Leptinotarsa a ser descrito já em 1824, e aquele que figura dentre aqueles cujo impacto económico na vida humana é mais significativo;
- e do falso-escaravelho-da-batata, Leptinotarsa juncta, presente no sudeste dos Estados Unidos, principalmente na Flórida.[4]

## Descrição

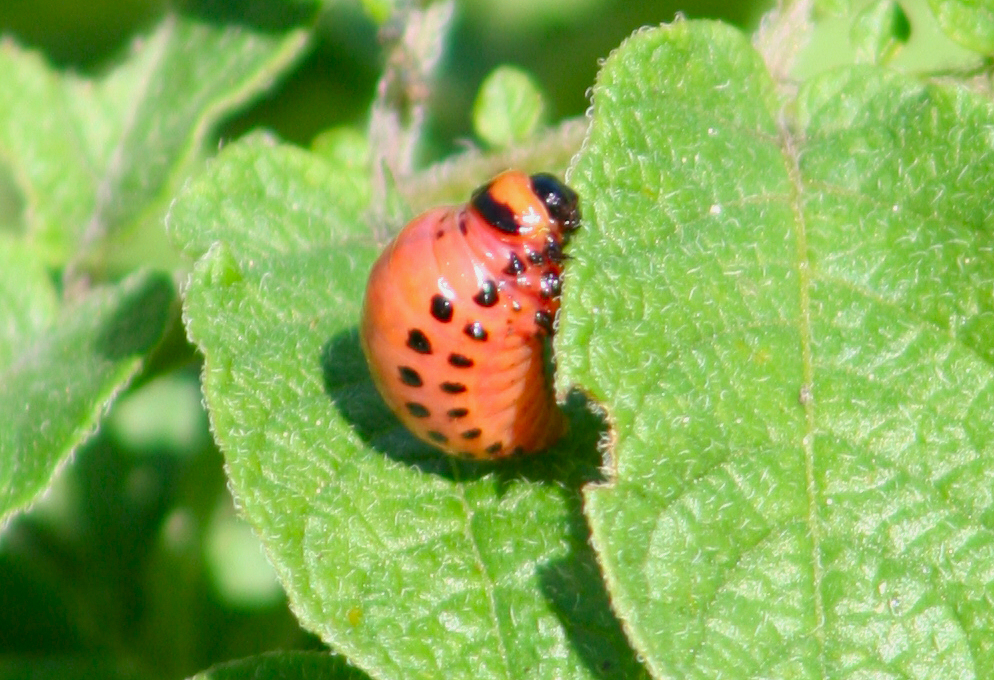
Larva do escaravelho-da-batata.

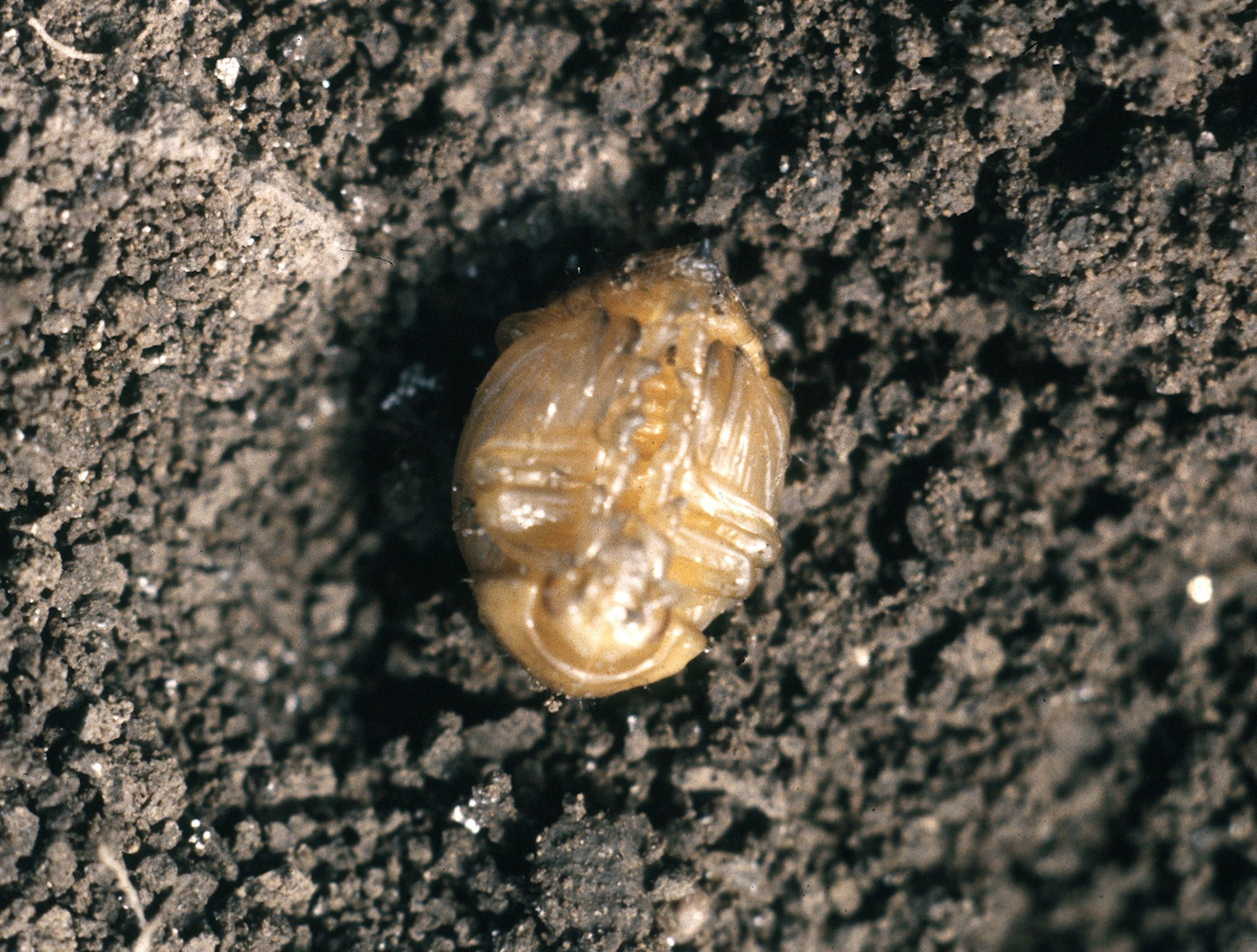
Pupa do escaravelho-da-batata.

Na fase adulta (imago) é um inseto de 10 a 12 milímetro de comprimento, de forma oval, fortemente abobadado no topo. A cabeça amarela apresenta uma mancha frontal com a forma da letra V. O tórax, castanho avermelhado, apresenta algumas manchas pretas. Cada élitro, amarelo claro, tem cinco bandas longitudinais pretas características.
O dimorfismo sexual é muito fraco. O macho é ligeiramente menor e mais alongado. Somente o exame do último esclerito do lado ventral permite distinguir os sexos. Os machos têm uma pequena depressão, ou covinha, ausente nas fêmeas. O sexo masculino pode ser confirmado pela observação do Wikt:edeago em forma de foice e fortemente esclerótico.
Os ovos, de cor amarelo  e de forma oval alongada, têm 1,5 a 2 milímetro de comprimento e 0,8  milímetro de largura em média. Eles são dissimulados na face inferior das folhas das plantas hospedeiras, em grupos de 20 a 30, ou até mais.
A larva é do tipo eruciforme (lagarta). Caracteriza-se por uma pequena cabeça preta, com seis Ocelos atrás das antenas e um par de mandíbulas mastigadoras, um tórax vermelho-alaranjado com três pares de pernas pretas, com o protórax cobrindo o primeiro segmento, preto tornando-se parcialmente castanho no quarto estado larvária e um abdómen arqueado, cifossomático e macio. Composto por nove segmentos, o abdómen apresenta uma coloração vermelho-alaranjada na primeira fase, que se torna mais escura posteriormente. O último segmento, com propriedades adesivas, atua como pseudópodes. Os segmentos do abdómen são adornados lateralmente com duas fileiras de manchas pretas, as da fileira superior circundando os estigmas. Quando totalmente crescida, a larva tem 11 a 12 milímetro de comprimento.
A pupa, de cor laranja, tem cerca de 10 milímetro de comprimento. O sexo também pode ser distinguido na ninfa. De fato, uma depressão pode ser observada na superfície ventral do sétimo segmento abdominal apenas no sexo masculino.
As cores vivas e contrastantes dos adultos e das larvas têm um caráter disuador, alertando possíveis predadores sobre o sabor desagradável e a toxicidade desses organismos, o que sem dúvida, facilitou a proliferação desse inseto.
Os adultos assemelham-se aos outros de cinco espécies pertencentes ao mesmo género, porém o risco de confusão é baixo, sendo a disposição e o número de faixas escuras nos élitros diferentes. Além disso, nenhuma dessas espécies parasita a batata. Isso é : Leptinotarsa defecta, Leptinotarsa juncta, Leptinotarsa texana, Leptinotarsa tumamoca, Leptinotarsa undecimlineata.

## Biologia

### Ciclo biológico

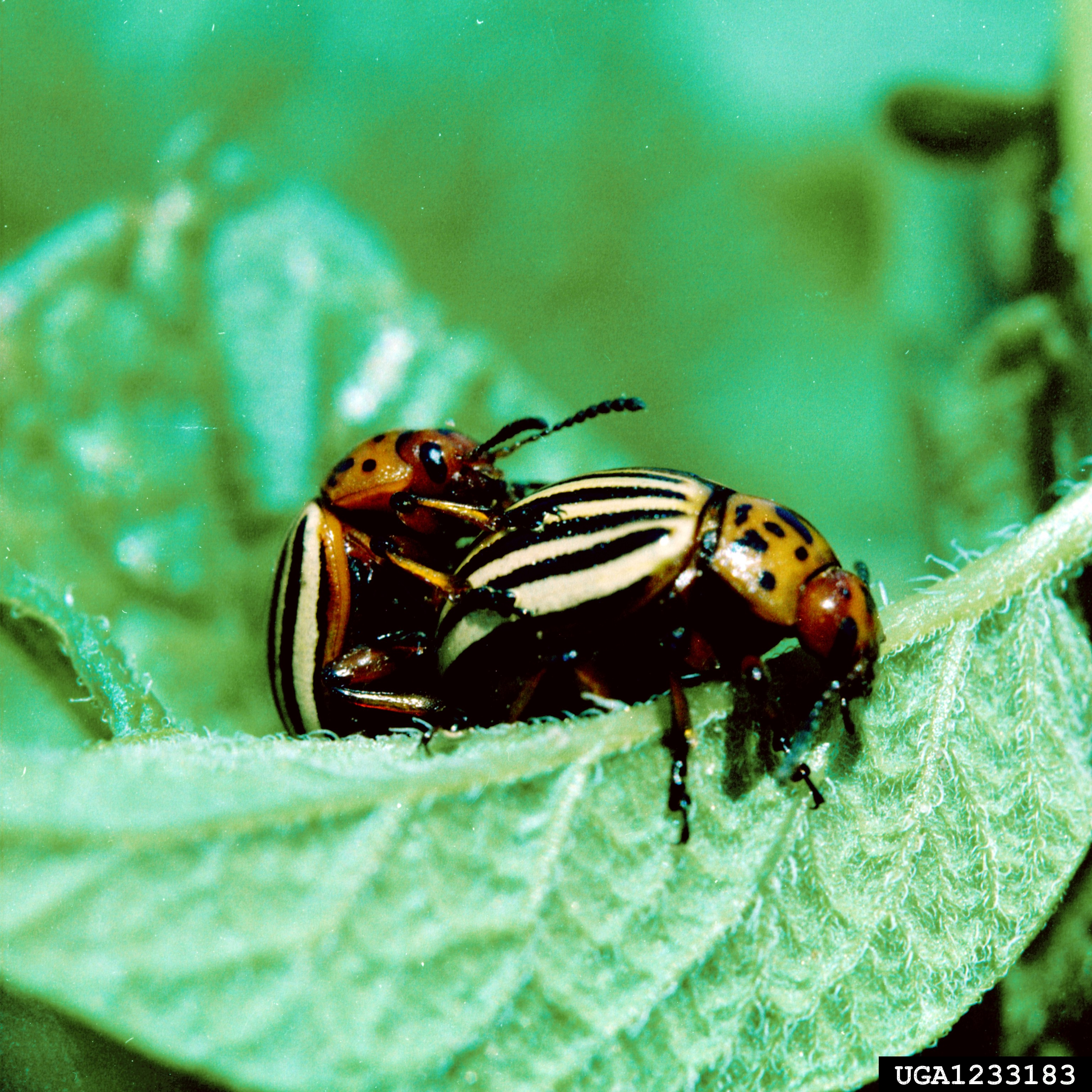
Acasalamento.

No início da primavera, quando o solo aqueceu o suficiente, pelo menos 10 °C, os adultos sobreviventes que hibernaram profundamente no solo saem do período de diapausa. Eles geralmente precisam de acumular 50 a 250 graus-dia para emergir do solo. Imediatamente dirigem-se para as plantas hospedeiras para alimentar-se por alguns dias e regenerar seus músculos de voo. Eles podem andar no chão por várias centenas de metros mas ainda precisam de acumular mais calor e insolação para poder voar e acasalar.

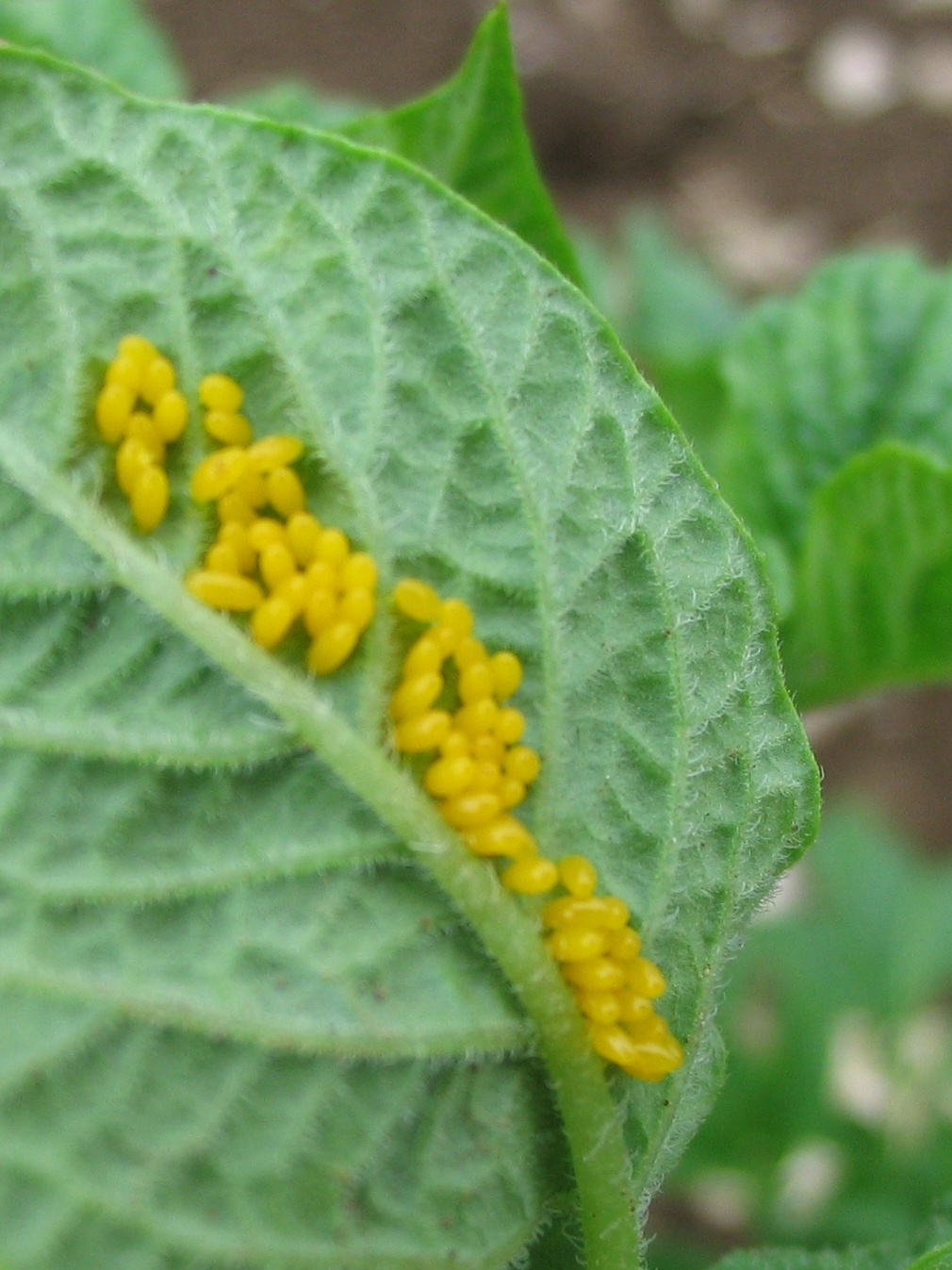
Ovos de escaravelho-da-batata na parte inferior de uma folha.

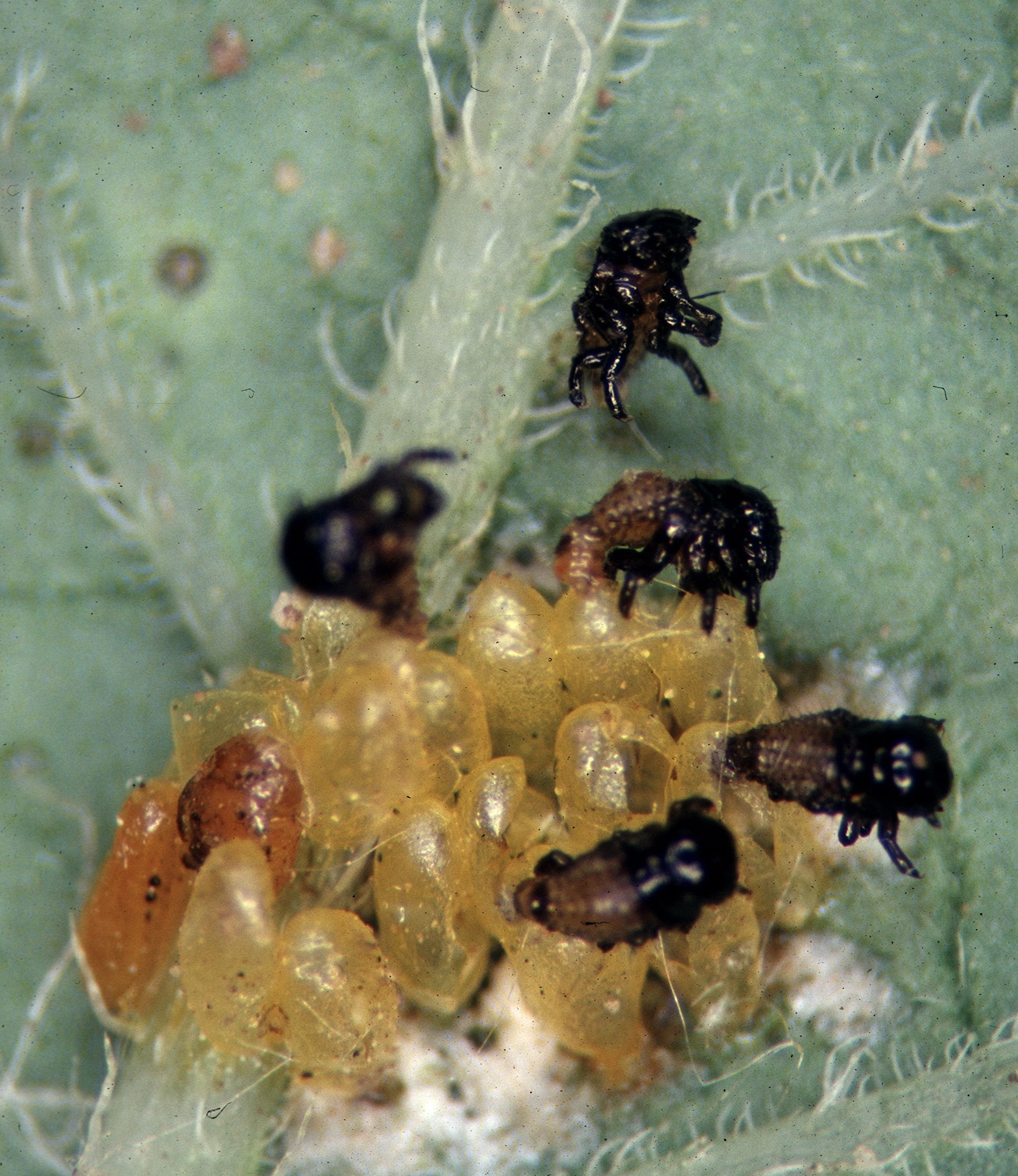
Eclosão de ovos de escaravelho-da-batata e larvas.

Os ovos, de cor amarelo-alaranjada, são colocados em pequenos cachos de 20 a 40 (36 ovos em média), presos na parte inferior das folhas. Pode-se encontrar de 500 a 800 ovos por folha. A espécie é muito prolífica, sendo que uma fêmea pode colocar em média 800 ovos, com um máximo de  3 000 ovos.
As larvas jovens, muito vorazes, nascem após 10 à 15 dias e  alimentam-se das folhas da batateira ou na sua ausência de outras solanáceas cultivadas ( v.g. tomate, beringela ) ou silvestres (Erva-moura , agridoce, datura ).
Após três mudas, a larva completou o seu desenvolvimento; então ela desce ao solo e enterra-se a cerca de 10 centímetro de profundidade para transformar-se numa ninfa e depois num inseto adulto. A pupação dura de 10 a 20 dias. Os adultos da nova geração podem entrar num novo ciclo reprodutivo ou, ao final da estação, enterrar-se para entrar em diapausa.
O ciclo completo, do ovo ao adulto, geralmente leva de um mês a um mês e meio. No entanto pode variar em função da temperatura de 14 a 56 dias, sendo a temperatura ótima entre 25 e 32 °C. Dependendo do clima, pode haver entre uma a três gerações por ano, ou até quatro nas regiões mais quentes se os insetos encontrarem plantas hospedeiras, como tomateiros ou beringelas depois do fim da cultura da batatateira.
No final do verão, os adultos sobreviventes enterram-se no solo para hibernar a uma profundidade de 30 a 40 centímetros. A taxa de sobrevivência no final da hibernação foi estimada em mais de 60 %.
Os escaravelhos da batata  são atraídos pelas batateiras por compostos voláteis emitidos pela folhagem e que consistem em uma mistura de terpenóides. Essas emissões são amplificadas em plantas já atacadas pelos insetos. Além disso, os escaravelhos machos produzem um feromônio agregador, (S) 3,7-dimetil-2-oxo-oct-6-eno-1,3-diol com a fórmula estrutural condensada (CH 3 ) 2 C=CH 2 CH 2C ( CH3 )OHC(=O)CH2OH [ 1. A interação desta substância com os compostos voláteis emitidos pelas plantas reforça a atração destas últimas pelos escaravelhos.

### Propagação
Os escaravelhos adultos são muito móveis e podem mover-se de várias maneiras. Caminhando, eles podem ir de uma batateira para outra, e de um campo para outro ao longo de várias centenas de metros, para encontrar comida, mas também para encontrar um lugar para enterrar-se para a pupação ou diapausa de inverno. Por voo, o inseto sobe do topo de uma planta e pode deslocar-se para um campo próximo, ou cobrir distâncias maiores de migração. Levado pelo vento, pode viajar dezenas de quilómetros durante o dia, por exemplo, cruzando o Canal da Mancha em 1953. Voos superiores a um quilómetro permitiram-lhe incursões na Escandinávia, tendo cruzado o Mar Báltico em 1973 (da Polónia à Suécia),
Os escaravelhos podem também ser transportados, passivamente, flutuando em rios, lagos e até no mar, seja presos a um corpo flutuante (madeira, folha morta), ou flutuando a superfície da água.
Podem também usufruir do transporte involuntário quer por humanos (através do transporte de produtos ou equipamentos agrícolas, veículos, bagagens, etc.), quer por animais com pelagem lanosa em que se possam agarrar. Na Grã-Bretanha, por exemplo, são descobertos escaravelhos da batata em entregas de produtos frescos, como alface e salsa, da Itália e de outros países do sul, mas muito raramente em remessas de tomate ou beringela.

### Plantas hospedeiras

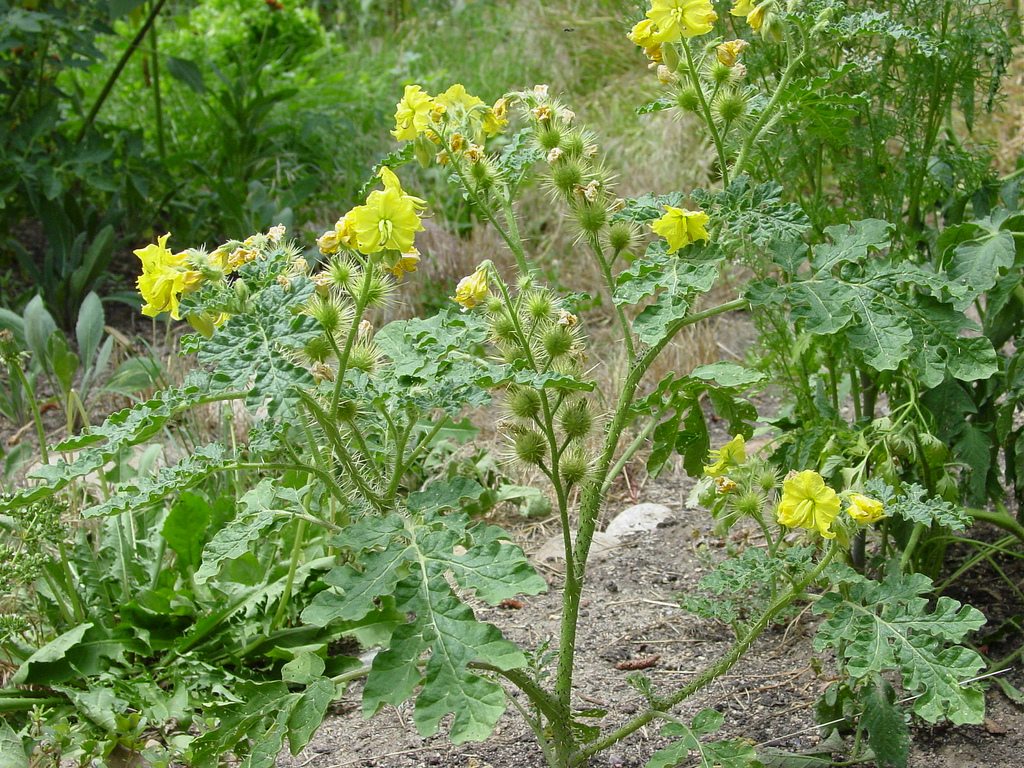
Solanum rostratum, uma planta espinhosa norte-americana, na qual o escaravelho foi descoberto.

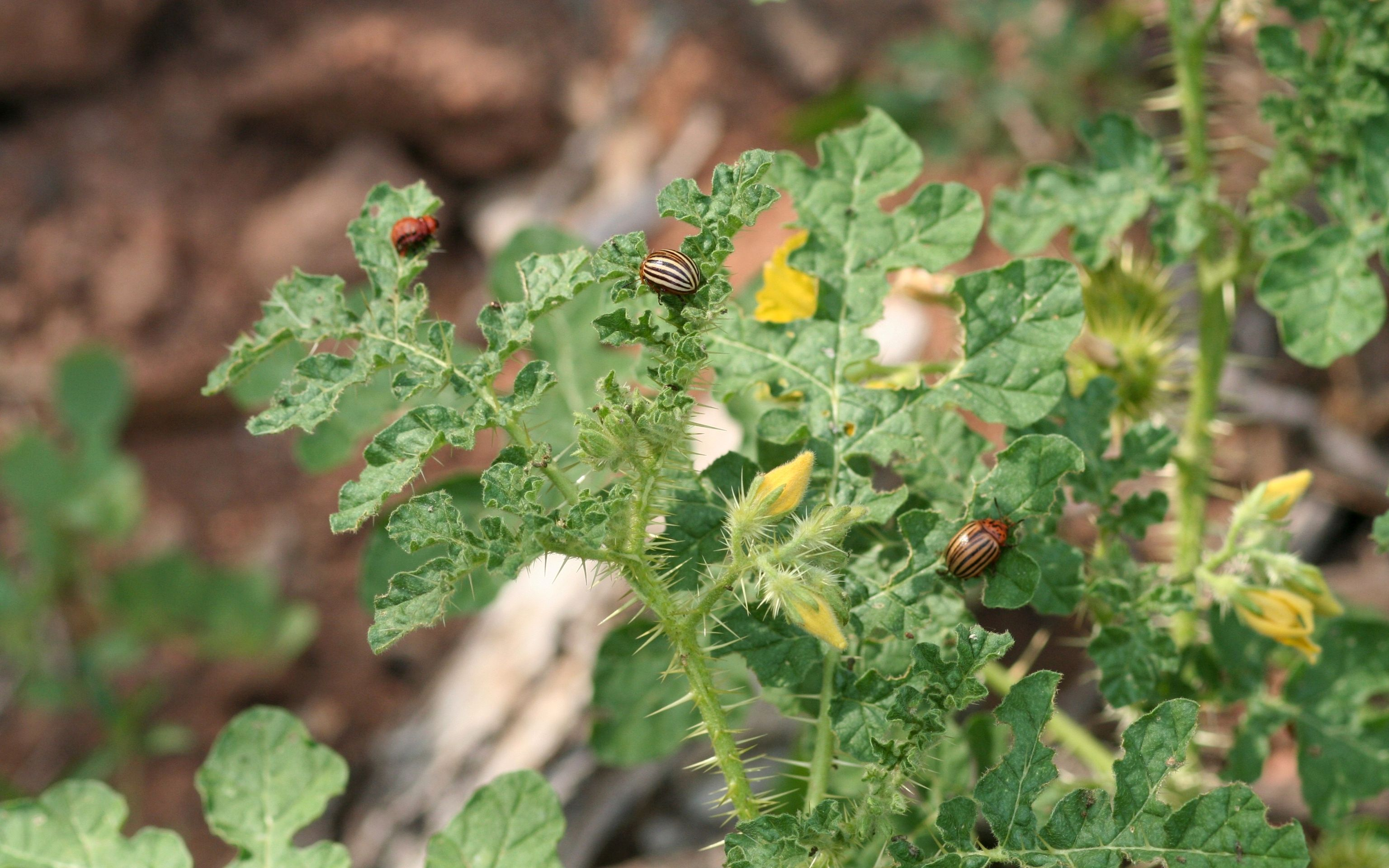
Adultos e larvas do escaravelho-da-batata em Solanum rostratum em Fort Sill, Oklahoma.

O escaravelho-da-batata é um inseto oligófago que se alimenta de um número limitado de plantas hospedeira, silvestres ou cultivadas, pertencentes exclusivamente à família Solanaceae. Sendo a principal a Solanum tuberosum, a batata. As outras plantas hospedeiras primárias, ou seja, plantas capazes de assegurar todo o ciclo biológico do inseto, do ovo ao adulto, são as seguintes : Solanum melongena (beringela), Solanum lycopersicum (tomate), Atropa belladonna, (belladonna), Solanum rostratum, Solanum heterodoxum, Solanum fructo-tecto, Hyoscyamus niger (meimendro), Solanum viarum. Esta última espécie, nativa da América Latina, foi "adotada" pelo escaravelhoo após sua importação para a Flórida, onde é classificado como planta invasora.
Outras espécies de Solanaceae, consideradas como hospedeiras secundárias, asseguram apenas parte do ciclo de vida, alimentando apenas os adultos e as larvas em último estágio de desenvolvimento. Essas plantas podem desempenhar um importante papel de retransmissão para a sobrevivência das espécies quando os hospedeiros primários já não estão disponíveis, por exemplo, após a colheita. Hospedeiros secundários incluem Datura stramonium (a datura), Solanum dulcamara (a erva-moura agridoce), Solanum nigrum (a erva-moura preta) e espécies dos gêneros Lycium e Physalis. Além disso, outras espécies, incluindo Nicotiana tabacum (tabaco), Solanum carolinense, Solanum dimidiatum, Solanum diversifolium, Solanum elaeagnifolium, são potenciais hospedeiros secundários.
Se a batateira é a planta hospedeira preferida, esta afinidade pode variar de acordo com as populações seguindo diferenciações genéticas. Assim, no centro do México, o escaravelho-da-batata,  não é uma praga da batata, seus hospedeiros habituais são Solanum rostratum e Solanum angustifolium, enquanto no Arizona, o hospedeiro principal e natural é Solanum elaeagnifolium. Esta última planta, que se tornou invasora na bacia do Mediterrâneo, pode em alguns casos servir de relé, permitindo, por exemplo, na Grécia a infestação de culturas de batata de verão.
Algumas espécies de batatas selvagens são refratárias ao escaravelho-da-batata. Um estudo de 1994 mostrou que das mil amostras do banco de genes de batata dos Estados Unidos, 3 eram imunes e 241 eram resistentes ao escaravelho. Esta particularidade é explicada pelo seu teor de glicoalcalóides, sobre tudo leptinas, mais tóxicas de que a batateira. É o caso da Solanum demissum que não permite o desenvolvimento larval completo do escaravelho devido ao seu conteúdo de demissina, um alcalóide próximo da solanina, mas também da Solanum chacoense e Solanum neocardenasii. Outra causa é a presença na superfície das folhas e caules de tricomas, pêlos glandulares que podem opor um obstáculo físico a insetos e larvas, impedindo seus movimentos ou furando o aparelho bucal e os tarsos pela secreção de um exsudato, que endurece rapidamente. Este é particularmente o caso da Solanum berthaultii, mas também da Solanum tarijense e Solanum polyadenium. Outras espécies também mostram resistência ao escaravelho, mas seu mecanismo é ainda desconhecido, é o caso da Solanum pinnatisectum, Solanum jamesii, Solanum acroglossum

### Inimigos naturais

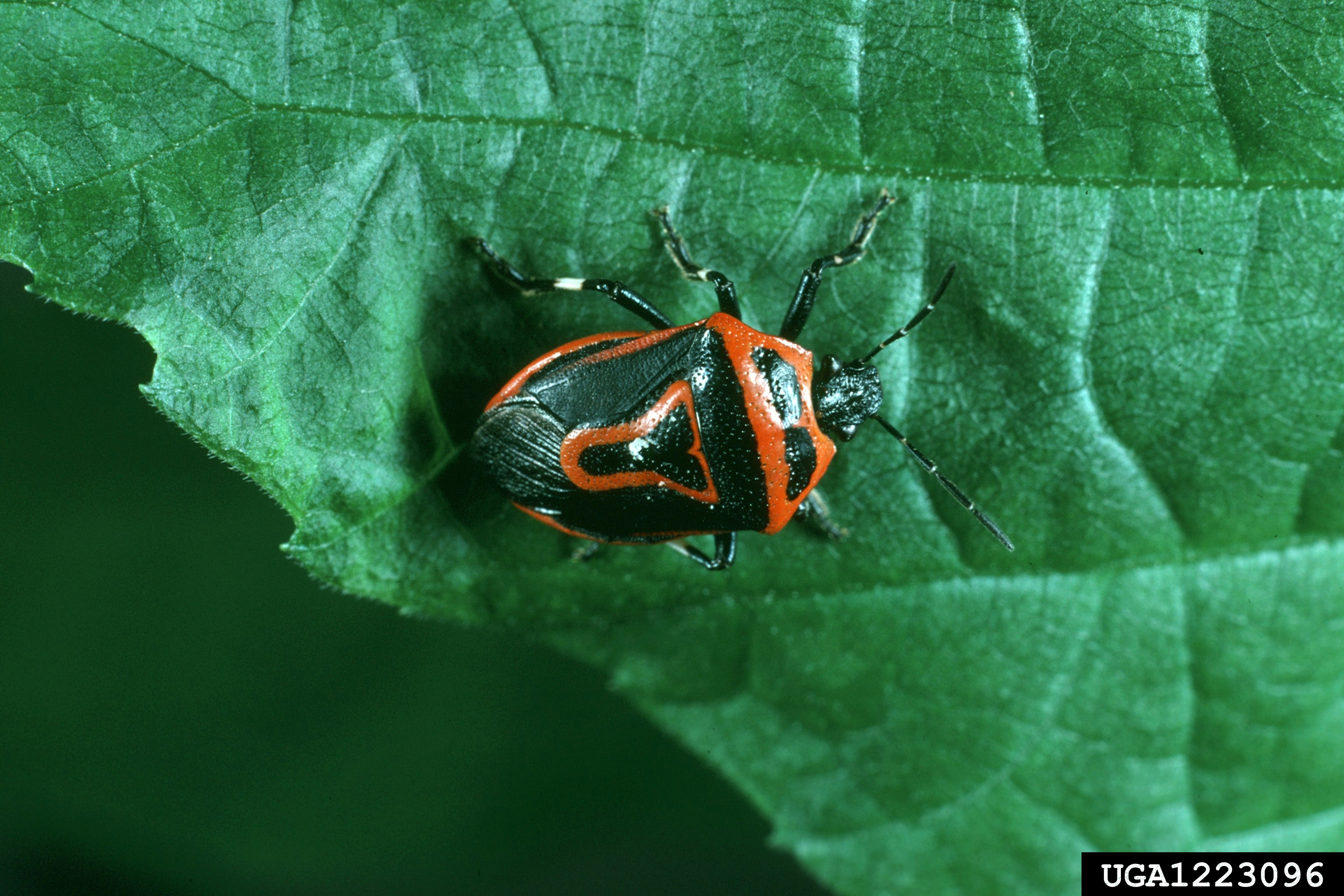
Perillus bioculatus, predador de larvas de escaravelho.

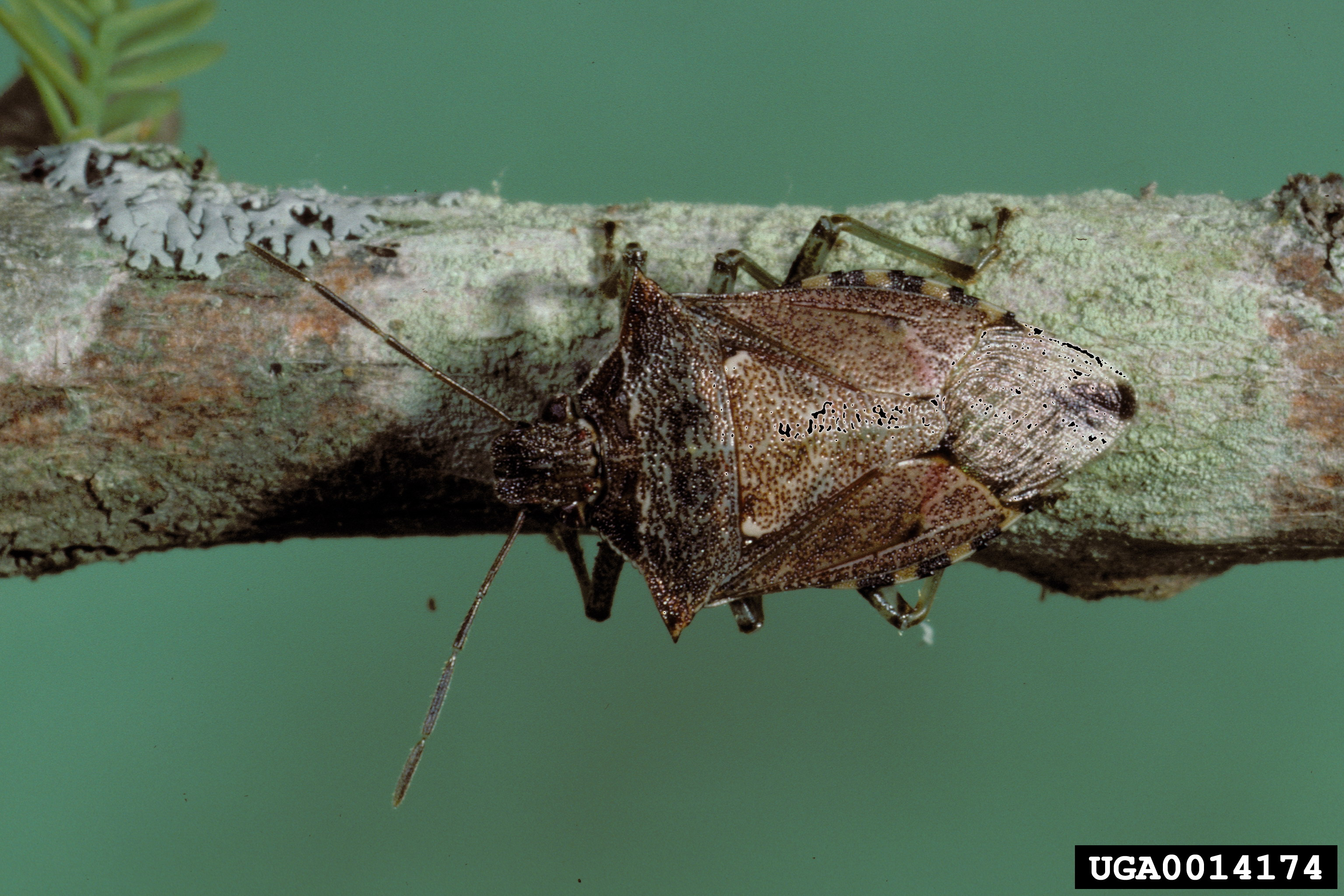
Podisus maculiventris, outro inseto predador do escaravelhoo da batata.

O escaravelho possui, na América do Norte, muitos inimigos naturais, predadores ou parasitas de adultos, ovos e larvas, que contribuem para limitar suas populações. Esses inimigos pertencem a vários grupos de animais : insetos, aracnídeos, nematóides. Existem também fungos e micróbios. Alguns foram estudados para um eventual controle biológico do escaraveho.
Insetos incluem Neuroptera (família Chrysopidae ), Hemiptera predador (família Pentatomidae ), Diptera (moscas parasitas da família Tachinidae ), besouros predadores (família Coccinelidae, Cicinilidae, Staphylinidae e Carabidae ), bem como himenópteros (vespas e formigas) predadores e parasitas.
Entre os predadores mais especializados destacam-se uma espécie de besouro da família Carabidae, Lebia grandis, cujos adultos e larvas se alimentam à custa dos ovos e larvas do escaravelho, hemípteros da família Pentatomidae, Perillus bioculatus, que também se alimenta dos ovos e larvas. Podisus maculiventris, um predador generalista e polífago que ataca 90 espèces de insetos, incluindo o escaravelho-da-batata. e Oplomus dichrous, outro inseto predador mais adaptado a climas quentes
Entre os parasitóides estão duas espécies de Diptera da família Tachinidae, Doryphorophaga doryphorae e Doryphorophaga aberrans, além de uma vespa da família Eulophidae, Edovum puttleri, descoberta na Colômbia onde parasitava ovos de Leptinotarsa undecimlineata, espécie parente do escaravelho.
Os nematóides entomopatogênicos que parasitam o escaravelho pertencem à ordem Rhabditida. Entre as mais virulentas estão espécies dos géneros Steinernema (S. carpocapsae, S. feltiae) e Heterorhabditis (H. bacteriophora, H. megidis, H. marelata).
O Beauveria bassiana (Bals. -Cri. ) Vuill, um fungo entomopatogênico generalista, também parasita escaravelhos adultos. Este fungo é parasitado por um fungo micoparasitário da mesma classe dos Sordariomycetes, Syspastospora parasitica. Uma relação tritrófica é assim estabelecida entre o escaravelho, o fungo entomopatogénico e o fungo micoparasitário.
A bactéria Bacillus thuringiensis subsp. tenebrionis é conhecida por produzir toxinas letais para o escaravelho. Outras bactérias entomopatogénicas também a produzem, é  o caso de Photorhabdus luminescens que infecta o escaravelho através de um nematóide entomopatogênico endoparasitário e produz um " complexo proteico A (TCA) tóxico por ingestão. Spiroplasma, bactérias da classe Mollicutes, parasitas comensais do trato digestivo, foram isoladas no escaravelho tanto na América do Norte como na Europa

## Distribuição
| área de origem           |
| área de difusão          |
| área de origem da batata |

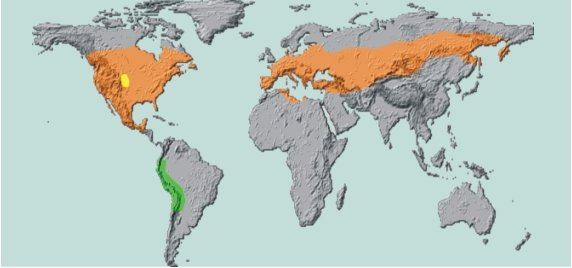
Difusão do escaravelho-da-batata.

Na sua área nativa, o México, as florestas são o habitat natural do escaravelho-da-batata. Depois, espalhou-se por terras cultivadas (campos, parques e jardins), procurando também sebes e matagais para hibernar. O inseto, sensível ao frio, precisa no verão de pelo menos de 60 dias com a temperatura acima de 15 °C.
Em 2011, a área de distribuição do escaravelho estendia-se principalmente no hemisfério norte, na América do Norte onde é nativo (cerca de oito milhões de quilómetros quadrados) e na Eurásia onde se estabeleceu após a Primeira Guerra Mundial para chegar ao Extremo Oriente em o final século XX (cerca de seis milhões de quilómetros quadrados).
Na Eurásia, encontra-lo em toda a Europa, (exceto na Islândia), mesmo na Escandinávia, onde foi avistado por várias vezes, em particular na Finlândia em 1998 e  de 2002 a 2007, mas não se instalou lá. Na Rússia, onde se estabeleceu nas franjas da taiga, o escaravelho da batateira atingiu a latitude de 62° de latitude norte  Também está ausente dos Açores, Madeira, Ilhas Baleares, bem como de Malta e Chipre .
Seu potencial de expansão é muito importante: poderia espalhar-se ainda em todas as regiões temperadas do globo onde a batata é cultivada, em particular na Ásia Oriental, no subcontinente indiano, no norte da África e na África Austral, na América Latina, Austrália e Nova Zelândia, enquanto o aquecimento global poderia favorecer sua extensão para o norte

## O escaravelho e o homem

### Danos

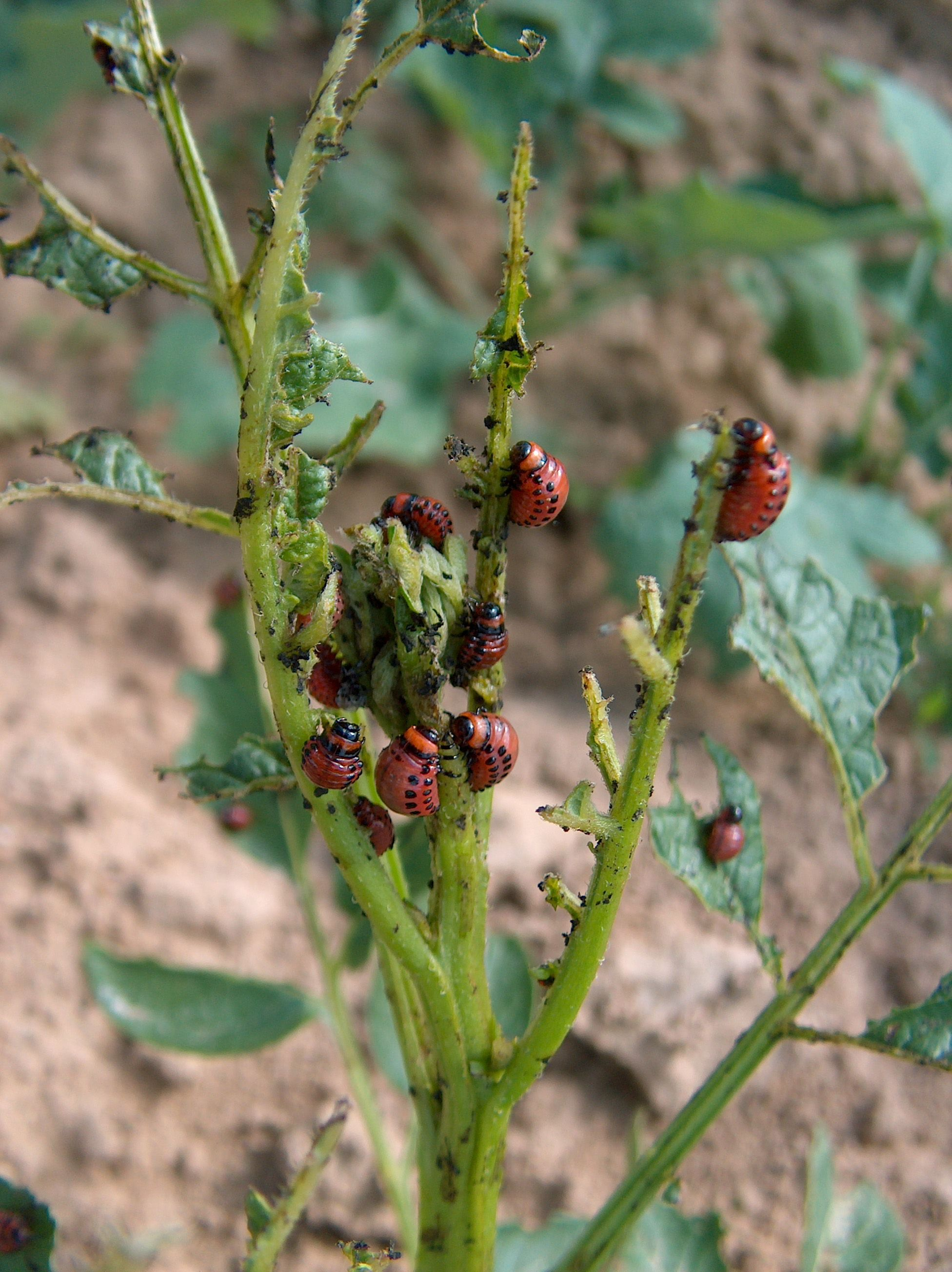
Batateira comida por larvas de escaravelhos da batata.

Tanto os adultos, como as larvas, devoram as folhas da batateira, até mesmo os caules e tubérculos expostos, e possivelmente as folhas de outras solanáceas, como o tomateiro.
A quantidade de folhas consumidas pelas larvas varia de acordo com os estágios larvais e de acordo com a temperatura ambiente. Avaliado ao longo de toda a vida larval do escaravelho, é notavelmente constante e estimado entre 35 e 45 centímetro quadrados (para uma temperatura entre 15 e 33 °C ). Um inseto adulto pode consumir cerca de 10 centímetro quadrados de folhagem por dia.
No caso de uma infestação pesada e descontrolada, os danos podem ser muito significativos e as partes aéreas das plantas podem ser completamente destruídas. No entanto, no caso da batateira, uma cultura pode tolerar um certo nível de desfolha sem sofrer perda de rendimento, o limite varia de acordo com o nível de crescimento da planta: até 20 % de perda de área foliar para plantas jovens, até 40 % na fase de floração e até 60 % além. Estima-se que a desfolha total pode levar a uma queda de quase dois terços na produção de tubérculos se ocorrer no meio do desenvolvimento da planta
Além da redução do rendimento, o ataque das batateiras pelos escaravelhos resulta num aumento significativo do teor de glicoalcalóides ( solanina e chaconina ) na polpa dos tubérculos. A síntese desses compostos é uma resposta da planta ao stresse resultante da agressão. Isso pode induzir um risco de toxicidade alimentar: num estudo americano de 2008, o quociente de risco ligado à ingestão de tubérculos de plantas desfolhadas por escaravelhos é superior em 48 % aproximadamente.
O escaravelho-da-batata pode também transmitir certas doenças bacterianas para a batata, incluindo a podridão castanha (Ralstonia solanacearum) e a podridão anelar ( Clavibacter michiganensis f.sp. sepedonicus ).

### Meios de combate
O comabte aos escaravelhos utiliza vários meios, sendo o principal  o controlo químico por meio de inseticidas. Muitas substâncias ativas, como compostos organofosforados e carbamatos, têm sido utilizadas, levando a problemas de poluição, principalmente de águas subterrâneas, e efeitos adversos em outras populações de insetos não-alvo, mas também o aparecimento de populações de escaravelhos  resistentes.
Os outros meios estudados ou implementados são práticas culturais adaptadas para limitar a proliferação dos escaravelhos, seleção de cultivares resistentes, criação de variedades transgénicas (feitas pela Monsanto e abandonadas por razões comerciais), controle biológico com inimigos naturais, insetos predadores ou aracnídeos, ou microbiológica usando Bacillus thuringiensis, eficaz contra os primeiros estágios larvais.
Nas hortas, outros meios são disponíveis, como a coleta manual dos insetos, desenraizamento e queima de plantas contaminadas, desinfeção preventiva do solo para a destruição de adultos hibernantes ou o cultivo de plantas que atraem os escaravelhos, mas que lhe são tóxicas, como datura stramonium, brugmansia ou mamona .

#### Combate química
Muitos inseticidas químicos são usados para controlar essa praga. As substâncias ativas pertencem a vários grupos de compostos orgânicos, incluindo organofosforados, piretrinas sintéticas, carbamatos e organoclorados. Nos Estados Unidos, os principais inseticidas utilizados são o imidaclopride e o tiametoxam, dois produtos da família dos neonicotinóides . Em 2005, eles foram empregados em 60 a 80 % da terra cultivada com batatas no nordeste dos Estados Unidos.
Os tratamentos, que podem ser combinados com fungícidas, geralmente são feitos por pulverização foliar sob pressão para uma boa penetração na folhagem. Existem também técnicas de pulverização de pó ou, para produtos sistémicos, o enterro de grânulos nas fileiras antes da plantação ou enfim por tratamento das batatas da semente.
As dificuldades encontradas devem-se ao aparecimento de resistências que podem tornar os tratamentos ineficazes, o risco de poluição do ambiente circundante, a toxicidade residual nos tubérculos colhidos, bem como possíveis efeitos indiretos, por exemplo, a eliminação de predadores de pulgões que pode levar a uma proliferação destes últimos, que também são vetores de muitas doenças virais da batata. Assim, os piretróides, amplamente utilizados, são rapidamente degradados, ineficazes contra ovos, pouco eficazes contra adultos, pouco seletivos em relação aos pulgões predadores, favorecendo as infestações por estes últimos. Os inseticidas da família dos neonicotinóides têm ação sistémica, são muito eficaz contra insetos que picam, como pulgões, e têm longa persistência, o que por outro lado é uma desvantagem para o meio ambiente. Os novos inseticidas da classe das diamidas antranílicas, que agem por ingestão, são altamente seletivos e assim poupam os insetos auxiliares.

##### Resistência a inseticidas

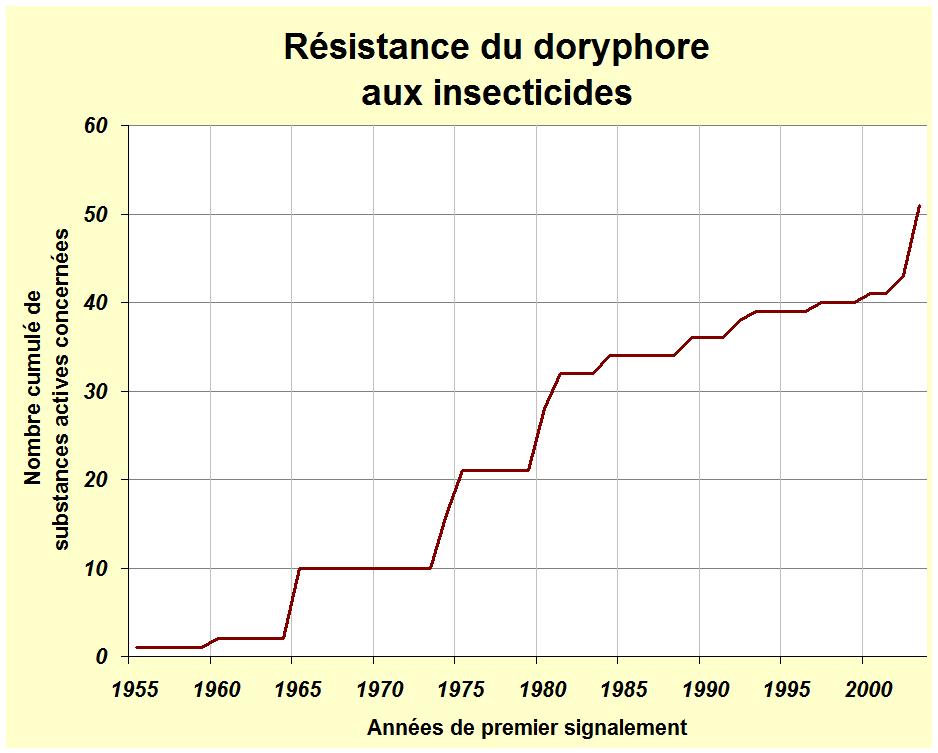
Número cumulativo de substâncias ativas para as quais foram relatados casos de resistência pelo escaravelho-da-batata.

Devido ao uso intensivo de inseticidas na cultura da batateira e a propensão da espécie em se adaptar a substâncias tóxicas, muitas populações de escaravelhos tornaram-se resistentes aos inseticidas, principalmente a partir da década de 1980. Mesmo que nem todas as populações estejam envolvidas, e se a resistência muitas vezes diz respeito apenas a certos tipos de inseticidas, o escaravelho-da-batata tinha desenvolvido (até 2008) resistência a 52 substâncias ativas pertencentes todas as principais famílias de inseticidas. No caso do oxamil, os casos de resistência já foram mesmo registados desde o primeiro ano de uso. Entre as substâncias envolvidas estão, entre outros, carbamatos, organofosforados, organoclorados (incluindo o famoso DDT ), piretróides e neonicotinóides, além de endotoxinas Bt. O nordeste dos Estados Unidos é a principal região afetada, mas casos também foram observados no restante do país, assim como no Canadá, Europa e Ásia,
Para limitar o risco de aparecimento de resistência, as recomendações para o uso de inseticidas visam reduzir a pressão de seleção de duas maneiras: por um lado, limitando a pulverização, monitorizando constantemente o estado das culturas (e em particular a taxa de desfolha) e pulverizando apenas quando os limiares económicos são atingidos e, por outro lado, alternando as famílias de substâncias activas usadas.
Foram estabelecidos métodos para determinar o limiar económico para o tratamento. São relações entre o custo do tratamento e a receita bruta esperada que determinam a densidade crítica de escaravelhos (de acordo com os estágios de desenvolvimento) a serem controladas em campo pela observação periódica de uma amostra de plantas.
A predisposição do escaravelho para desenvolver uma resistência aos inseticidas é atribuída, por um lado, à coevolução entre o inseto e suas plantas hospedeiras que o levou a mecanismos fisiológicos de desintoxicação ou tolerância a substâncias tóxicas, e pelo outro, a sua grande fecundidade que multiplicam as possibilidades de mutações favoráveis.

#### Boas práticas culturais
O controle cultural do escaravelho-da-batata baseia-se principalmente na prática da rotação de culturas, que é a técnica mais fácil de aplicar e a mais eficaz na redução da reprodução do inseto no início da safra. Com efeito, quando uma cultura de batata segue, na mesma parcela, a de uma planta não hospedeira, como um cereal, por exemplo, a densidade de postura da primeira geração é bastante reduzida, desde que seja respeitado uma distância mínima com as parcelas previamente cultivadas com batatas, sendo os escaravelhos relativamente móveis.
A escolha das datas de plantação pode também ajudar a eliminar as larvas de segunda geração em áreas onde possam existir. A plantação precoce permite que as plantas sejam destruídas mais cedo e, portanto, elimina a fonte de alimento para as novas larvas. Da mesma forma, plantações tardias fazem com que a segunda geração de adultos, que aparecem já durante o outono com dias mais curtos, entre rapidamente em diapausa, o que exclui uma segunda geração de larvas. No entanto, essas práticas devem ser compatíveis com o plano de cultivo e com a demanda do mercado.
A cobertura morta também é uma prática que retarda a chegada dos escaravelhos e o período de postura e favorece os predadores de ovos e larvas. No entanto, só é economicamente viável em pequenas áreas, na horticultura comercial ou na jardinagem .
Plantar culturas armadilhas pode ser uma forma de reduzir os surtos de escaravelhos e tem sido objeto de vários estudos. Mostrou-se eficaz na proteção das plantações de tomate pela inserção de fileiras de batateiras, sendo esta planta de longe a fonte de alimento preferida para os escaravelhos. A estratégia de proteção de um campo de batata consiste em cultivar algumas fileiras de batatas mais precoce na borda do campo principal para atrair os adultos que emergem no início da safra. Eles podem então ser eliminados tratando apenas a cultura "armadilha" com inseticida, que é então destruída.
Segundo alguns autores, a presença de solanáceas silvestres como a Erva-moura ou (Datura stramonium, figueira-do-diabo) perto das batatas as protegeria do escaravelho, atraindo e envenenando as larvas.

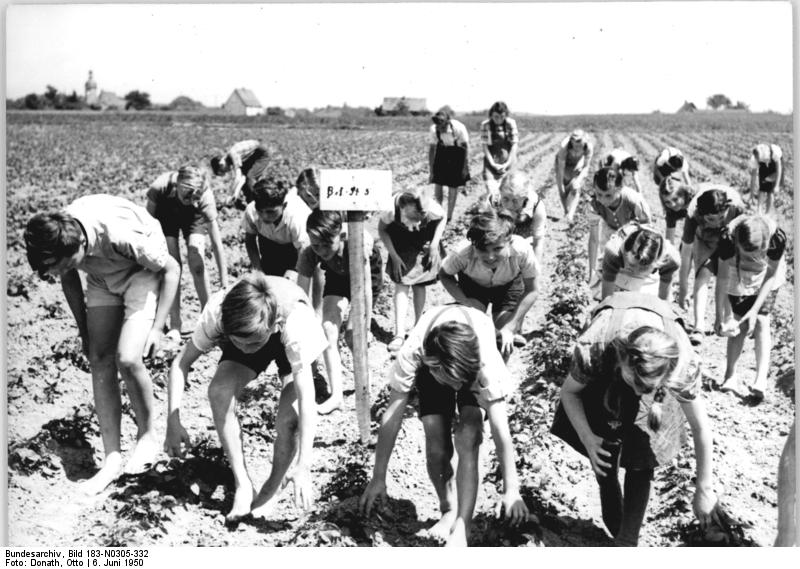
Jovens em idade escolar do distrito de Zwickau na antiga (Alemanha Oriental) coletando escaravelhos em 1950.

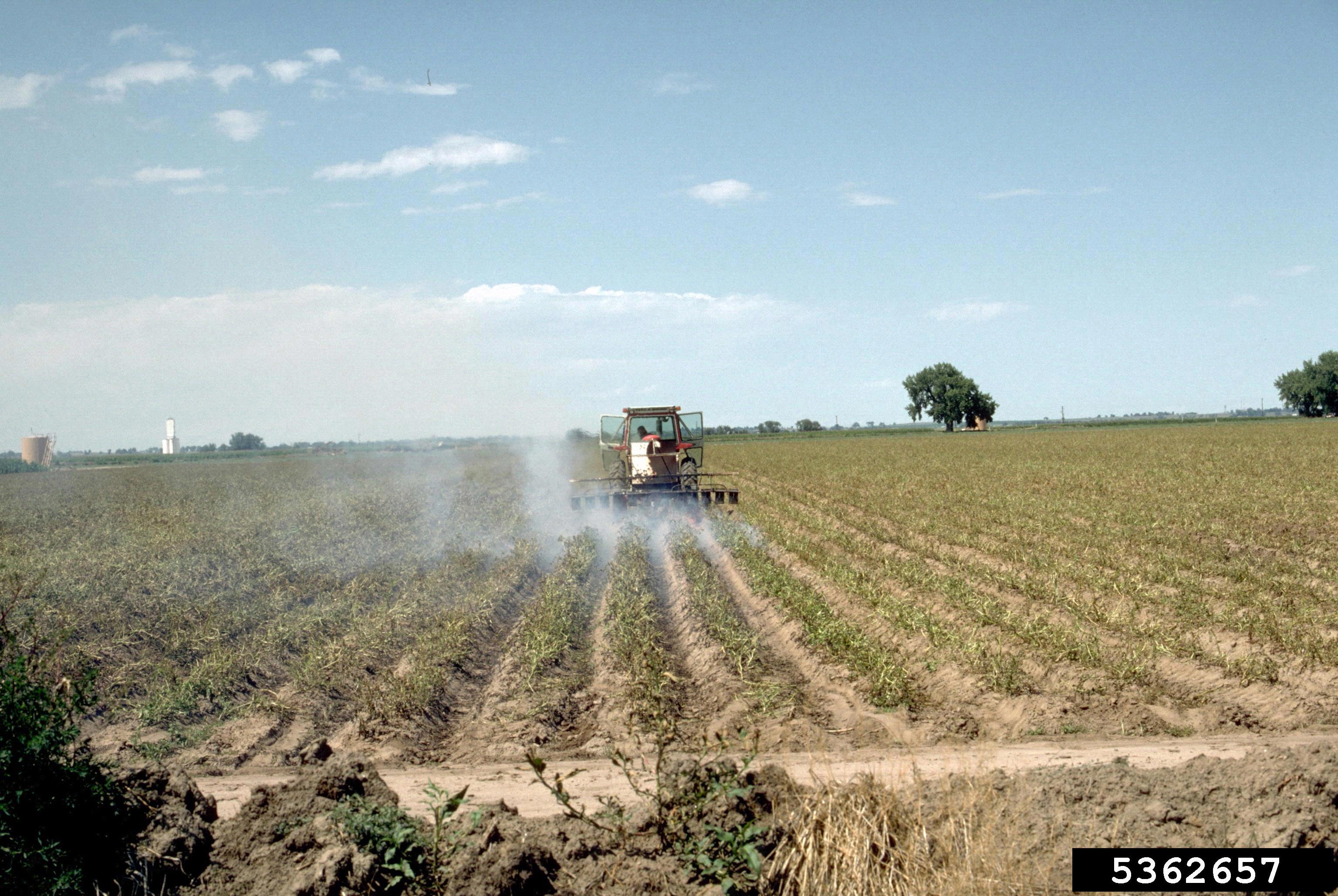
Desrama térmica dum campo de batateira.

A coleta manual de adultos, larvas e ovos, seguida de sua destruição, é o principal meio de controle utilizado historicamente. Este é um método que permanece válido para pequenas áreas (jardins).
Diferentes métodos físicos têm sido desenvolvidos para controlar a proliferação dos escaravelhos :
- Em 1936, sem ser premiado, foi apresentado no "Concours Lépine", uma máquina para apanhar escaravelhos. Essa "batia" as batateiras e recolhia os insetos em dois sacos de cada lado;
- a sucção pneumática elimina, segundo um estudo americano de 1992, de 27 a 40 % de larvas de acordo com seu estágio de crescimento e 48 % dos adultos. Uma máquina, chamada the Beetle Eater (o comedor de insetos ”) foi inventada em Novo Brunswick, combinando um jato de ar para separar adultos e larvas da folhagem e um sistema de vácuo para apanha-los. Os limites desse processo vêm da dificuldade de desenganchar as larvas jovens escondidas no topo da folhagem e do reflexo de tanatose dos adultos que, ao perceberem um perigo, se deixam cair no chão onde não são sugados. Além disso, esta técnica não é seletiva, sugando também os inimigos naturais dos escaravelhos;[51]
- a queima com queimadores de propano é eficaz contra os adultos que colonizam as culturas no início da estação, bem como as massas de ovos, sem causar danos significativos ou ligeiro atraso no crescimento das plantas jovens. Os melhores resultados foram obtidos durante experimentos em Long Island em 1989 para plantas de 10 a 15 cm. Essa técnica também pode ser usada no final da temporada, combinando a destruição de insetos com a desrama. Temperaturas entre 150 a 200 °C permitam tanto a desrama como a eliminação dos insetos com  uma taxa de mortalidade de 75 %. No entanto, esta técnica apresenta desvantagens em termos de custo energético e implementação, principalmente devido aos períodos de uso;[52]
- a abertura de valas de armadilha forradas com filme plástico nas margens dos campos elimina metade dos escaravelhos migrando no solo;
- cobrir as plantações com véus leves, cria uma barreira a todos os insetos, sem impedir o crescimento de plantas que não precisam de ser polinizadas.
- em agricultura biológica (produção orgânica) a solução de sulfato de cobre, chamada calda bordalesa é usada pela sua dupla ação como fungicida para combater o míldio ou requeima da batata e como repelente do escaravelho-da-batata.

#### Controle biológico
O controlo biológico consiste em utilizar organismos vivos que são antagónicos (predadores, parasitas, patógenos, etc.) àquele que se pretende combater.

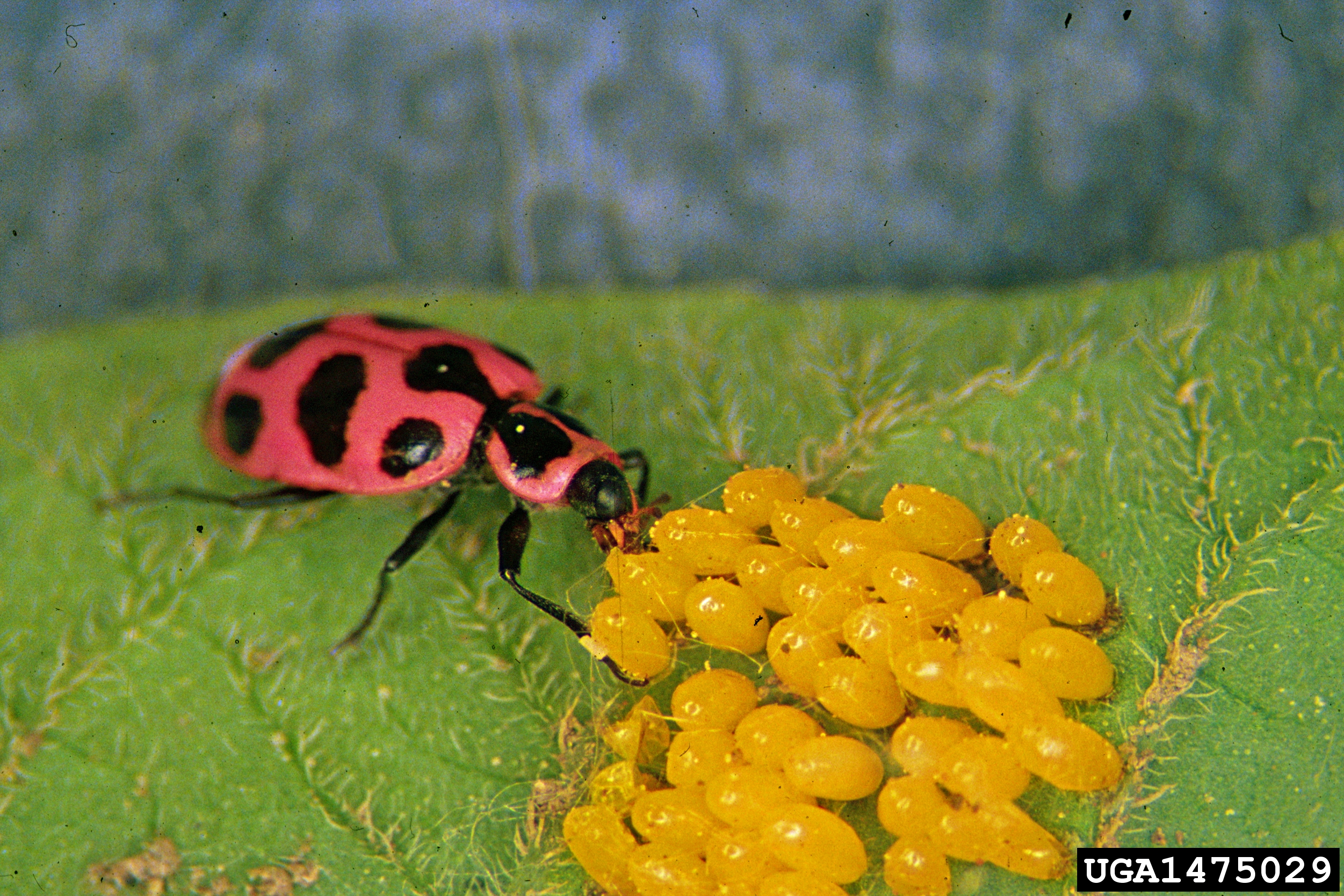
Coleomegilla maculata (joaninha americana) adulta alimentando-se de ovos de escaravelho-da-batata.

Há alguns anos, que as empresas especializadas na produção de insetos estudam a produção e a comercialização de insetos que atacam os escaravelhos, como o besouro ( Lebia grandis )  e as larvas da joaninha  ( Coleomegilla maculata ).
A linhagem " Btt » ( Bacillus thuringiensis ssp. tenebrionis ) da bactéria Bacillus thuringiensis, isolada em 1982, produz uma toxina (delta endotoxinas) eficaz contra as formas larvais de certos besouros desfolhadores da família Chrysomelidae, incluindo o escaravelho-da-batata, mas inativo contra outros insetos incluindo Lepidoptera e Diptera. Várias especialidades comerciais dessas toxinas Btt foram comercializadas, incluindo “ Novodor pela Novo Nordisk, “ Trident” da Sandoz, “ DiTerra dos Laboratórios Abbott, “ Frustrar da Ecogen Inc.

## Arma biológica
Durante a Segunda Guerra Mundial, o uso do escaravelho como arma biológica parece ter sido considerado por ambos as partes, embora nenhuma ação concreta pareça ter tido resultados. A partir de setembro de 1940, os alemães suspeitaram que os Aliados tivessem realizado pesquisas nesse sentido, em particular a França no centro de estudos de Bouchet (em Vert-le-Petit ), onde encontraram documentos sobre o assunto. As suspeitas confirmaram-se pela informação da entrega na Inglaterra em abril de 1942 de 15 000 escaravelhos dos Estados Unidos. No mesmo ano, a Alemanha criou em Kruft um instituto de pesquisa e um serviço de defesa contra o escaravelho ( Kartoffelkäferabwehrdienst ). Criadas para fins defensivos, essas organizações rapidamente se dedicaram a um projeto ofensivo para soltar escaravelhos na costa leste da Inglaterra, o que exigiria de 20 a 40 millions de insetos.  Testes de queda teriam sido realizados na Alemanha em outubro de 1943 perto de Speyer ( Renânia-Palatinado ), com insetos vivos, sem, ao que parece, que medidas de precaução tivessem sido tomadas, mas também com reproduções de madeira. Em ambos os casos, muito poucos foram encontrados no solo. De facto houve uma infestação devastadora de escaravelhos na Alemanha em 1944, de origem desconhecida. Podia todavia haver uma relação com esse teste, o era o resultado de um ataque dos Aliados ou, mais provavelmente, uma infestação natural.